# 翟鑾
翟鑾（1477年—1546年），字仲鳴，號石門，錦衣衛籍，山東青州府諸城縣人，明朝政治人物，弘治乙丑進士，嘉靖朝官至禮部尚書謹身殿大學士，三任內閣首輔。

## 生平
曾祖父為錦衣衛校尉，翟鑾遂寄籍順天府。弘治十一年（1498年）戊午科順天鄉試第二十六名舉人，弘治十八年（1505年）乙丑科進士，選翰林院庶吉士。
正德元年（1506年），授翰林院編修。劉瑾用事，改翰林官為部曹，翟鑾改刑部主事，不久復官翰林，進侍讀學士。
嘉靖年間，累升至禮部右侍郎，嘉靖六年（1527年）春被舉薦入內閣。楊一清認為其名望尚淺，請用吳一鵬、羅欽順，而嘉靖帝不批准，仍命其為吏部左侍郎，後擢禮部尚書兼文淵閣大學士，賜銀章「清謹學士」。以太子少保、兵部尚書入閣辦事，加少保、太子太傅、武英殿大學士。嘉靖二十一年（1541年），夏言被罷免，翟鑾升為內閣首輔，進少傅、謹身殿大學士，任內與嚴嵩不和。嘉靖二十三年（1544年），在明甲辰科場案中因兒子翟汝孝、翟汝儉科舉舞弊，被嚴嵩彈劾而得罪削籍，嚴嵩繼為首輔。隆慶帝繼位後，恢復官職，賜諡文懿。

## 延伸阅读
[在维基数据编辑]
 《國朝獻徵錄·卷之十五》，出自焦竑《國朝獻徵錄》
 《明史卷一百九十三》，出自《明史》

## 相关
- 明甲辰科场案
- 明朝七卿年表

| 官衔        | 官衔                       | 官衔          |
| ----------- | -------------------------- | ------------- |
| 前任： 張璁 | 明朝内阁首輔 1531年-1531年 | 繼任： 張孚敬 |
| 前任： 夏言 | 明朝内阁首輔 1541年-1541年 | 繼任： 夏言   |
| 前任： 夏言 | 明朝内阁首輔 1542年-1544年 | 繼任： 嚴嵩   |